# George Barris

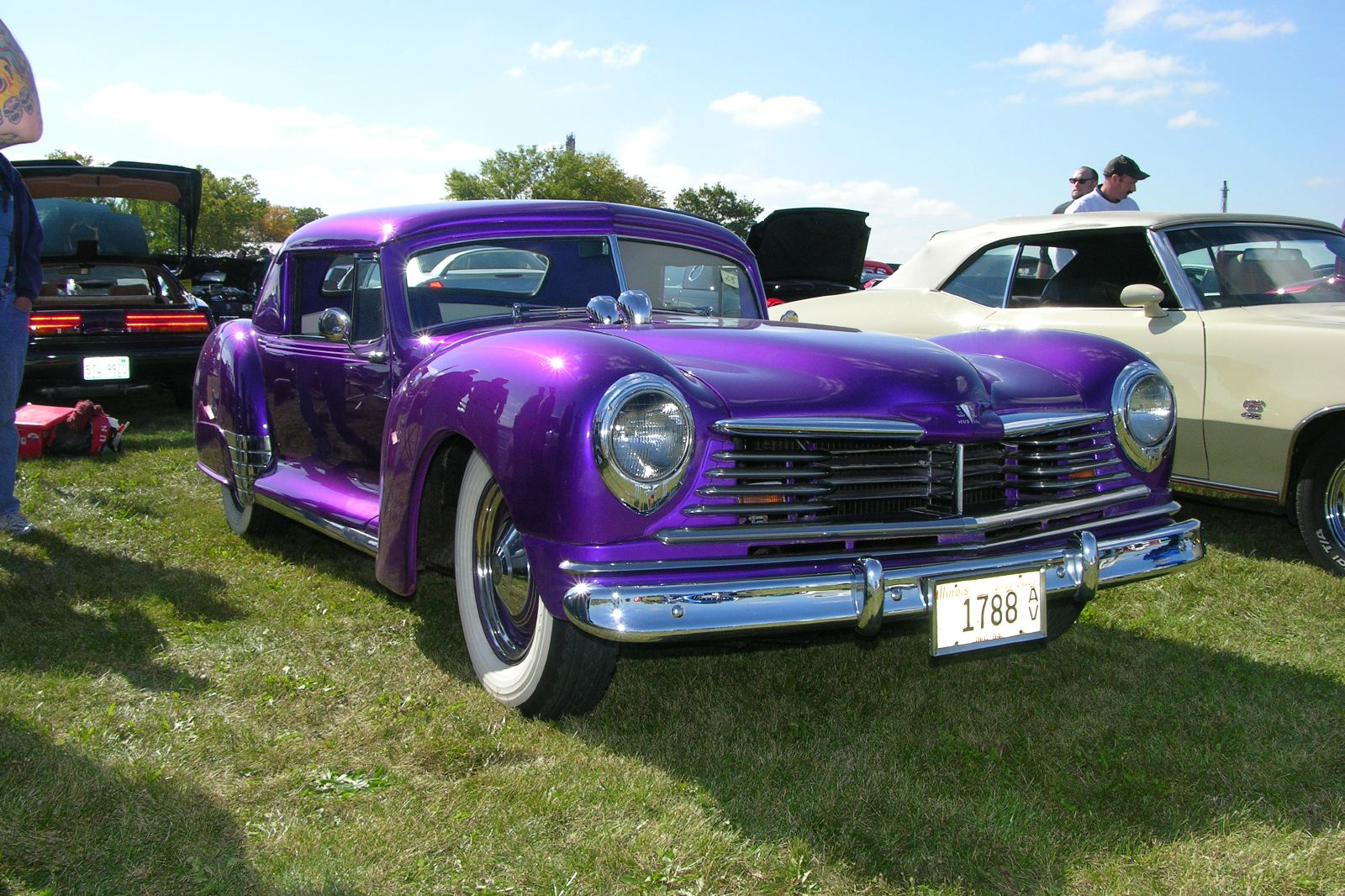
Barris bygge från 1952, på en Hudson 1947.

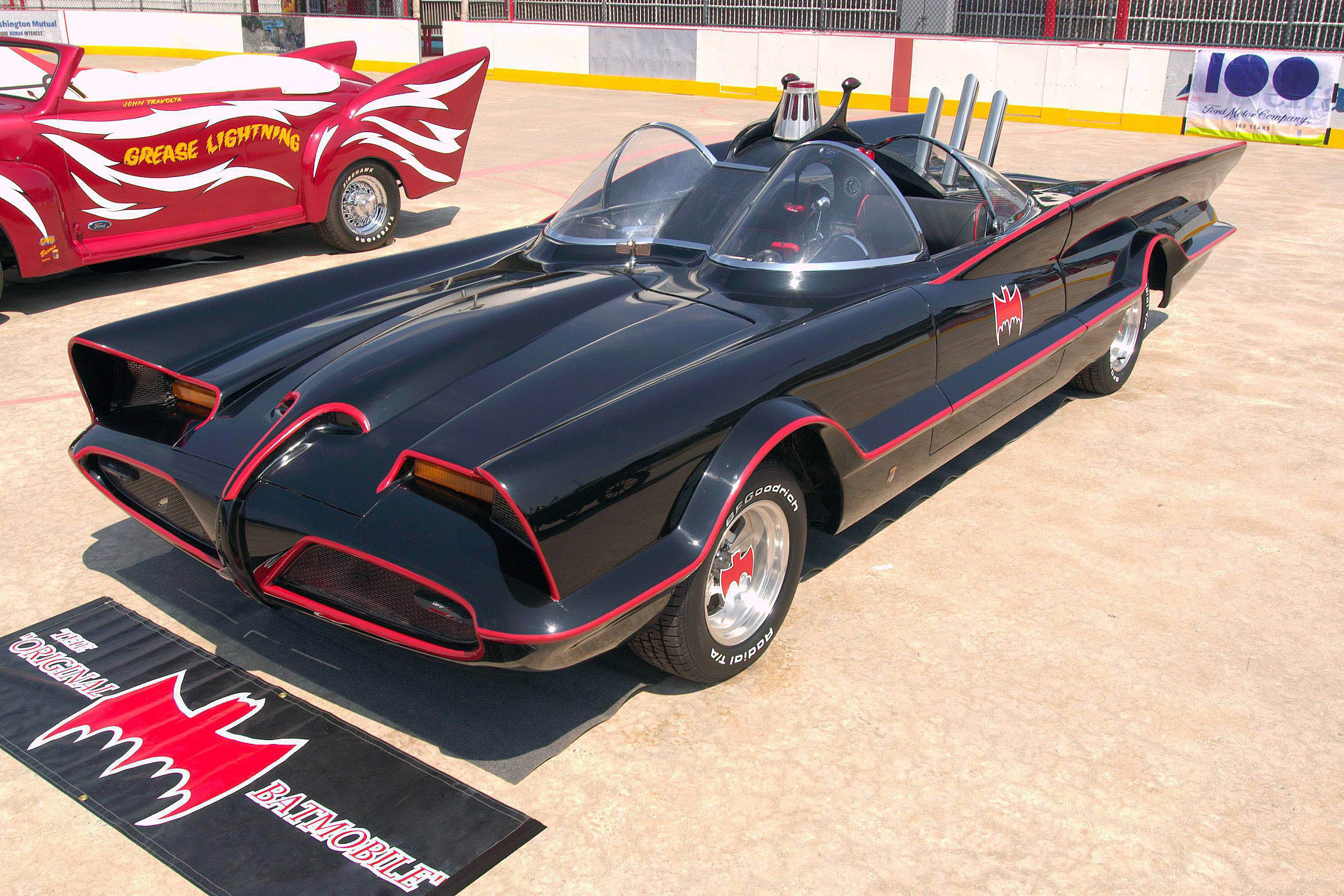
Batmobilen 1966.

George Barris, född 20 november 1925 i Chicago, Illinois, död 5 november 2015 i Encino, Kalifornien, var en amerikansk bilbyggare och designer av custombilar. Han kallas ofta King of the Kustomizers.

## Biografi
George och hans bror Sam (1924–1967) föddes i Chicago på 1920-talet. Barris var tre år när deras far, en grekisk immigrant från Chios, skickade bröderna för att bo hos en farbror och hans fru i Roseville, efter deras mammas död. Vid 7 års ålder gjorde Barris modeller av bilar i balsaträ, och modifierade deras design och utseende, och var noga med detaljer, hans bilar vann tävlingar sponsrade av hobbybutiker.
Bröderna arbetade på den grekiska restaurangen som ägdes av familjen, de fick en Buick från 1925, som tack för hjälpen. Även om den inte var i bra skick, reparerades den, och de började experimentera med att ändra dess utseende.
Detta blev den första Barris Brothers specialbilen. Den såldes med vinst, och ny bil köptes. Innan George hade tagit examen från gymnasiet växte efterfrågan på deras arbeten, och de bildade en klubb för ägare av anpassade fordon, kallad "Kustoms Car Club". Detta var den första gången de stavade  ordet "kustom", som därefter blev synonymt med Barris.
George Barris gick på San Juan High School och städade på en bilverkstad efter skolan. Han motsatte sig sin familjs önskan om att han skulle arbeta på dess grekiska restaurang, i en förort till Sacramento.
Han flyttade till Los Angeles efter att ha fyllt 18 år, för att bli en del av den framväxande "tonårsbilskulturen" och öppnade där "Barris Custom Shop" på Imperial Highway i Bell, Kalifornien. Sam låg då i flottan under andra världskriget, efter kriget flyttade även han till Los Angeles. De byggde sina kustomdesigs för privata köpare, George byggde och tävlade också med sina egna bilar under en tid. Detta uppmärksammades av filmindustrin och de ombads att skapa bilar både för personligt bruk av studiocheferna och stjärnorna, och som rekvisita för filmer, bland annat i High School Confidential från 1958.
De blev väns med Robert E. Petersen, grundare av tidningarna Hot Rod Magazine och Motor Trend och ägare av Petersen Auto Museum. Hans biltidningar publicerade Barris-stilen, och instruktionsartiklar som George skrev. 
1951 hade Sam Barris skräddarsytt en ny Mercury-coupé åt sig själv, en kund som såg den beställde en liknande bil. Detta fordon, känt som Hirohata Merc av sin ägare, visades på General Motors Motoramas bilmässa 1952, och var så populär att det överskuggade det bästa modellerna av Detroits främsta designers. Då blev också det tidiga 1950-tals Mercury bilarna en populär grund för anpassad bildesign.
Dessutom byggde Sam Barris, Ala Kart, en 1929 Ford Model A roadster pickup. Efter att ha tagit två AMBR (America's Most Beautiful Roadster) segrar i rad, gjorde bilen många film- och tv-framträdanden. 
Sam bestämde sig för att lämna verksamheten på 1950-talet, men George hade gift sig och han gav sin fru Shirley i uppgift att marknadsföra företaget, som så småningom blev Barris Kustom Industries.
Man började licensiera sina bilar till modelltillverkare som Aurora, Revell, MPC och AMT, som spred Barris-namnet till alla hobbybutiker och varuhus i USA. I början av 1960-talet var Barris, och välkända kundanpassare som Gene Winfield, Dean Jeffries och Alexander Brothers, delaktiga i Fords "Custom Car Caravan" och "Lincoln/Mercury's Caravan of Stars". De resande utställningarna designades för att tilltala yngre bilköpare.
George Barris var ansvarig för ramen till den ursprungliga Batmobilen, och andra berömda skräddarsydda bilar som han skapade för olika kändisar. Barris skapade en skräddarsydd Rolls Royce i guld för skådespelerskan Zsa Zsa Gabor. Den gyllene Rolls-Royce hade Barris detaljerade hantverk och även handetsade fönsterglas av Robb Rich, med fjärilar, rosor och kolibris. Barris byggde golfbilar för Bob Hope, Bing Crosby, Ann-Margret, Glen Campbell och Elton John, och 25 modifierade Mini Mokes för en skivbolagstävling som involverar Beach Boys. Han modifierade en Cadillac limousine för Elvis Presley, en Pontiac kombi för John Wayne, en Cadillac Eldorado förvandlades till en kombi för Dean Martin, och en 1966 Ford Mustang cabriolet till Sonny och Cher. Med samarbete med American Motors modifierade han 1969 en AMX-coupé till en AMX-400-showbil som senare användes i ett avsnitt 1972 av Banacek.
På 1990-talet kontaktade NASA Barris för att diskutera ett original Moonscope-fordon som han designade redan 1966, och som blev en framgångsrik plastbilmodell. Dess 6-hjuliga spindelfjädring och stora kilade däck uppmärksammades av de ingenjörer som arbetade med idéer för Mars fordon. Edward Lozzi, före detta vid Vita Husets Press Advance Office, och senare mediekonsult för Apollo-astronauten Buzz Aldrin, och Barris, förhandlade  med NASA. 
De var intresserade av att studera Barris Moonscope design för Mars fordonen. 
Den 29 november 2012 tillkännagav George Barris försäljningen av Batmobile nummer 1. Aktionen hölls  på Barrett-Jacksons bilmässa, det slutliga försäljningspriset blev efter intensivt budgivning, 4,6 miljoner dollar till bilsamlaren Rick Champagne från Arizona. 

## Back to the Future kontroversen
Över ett decennium efter Back to the Future Part III,  skickades en av DeLoreans tidsmaskin bilar som användes i filmen till Barris i restaureringssyfte för att visas på Petersen Auto Museum i Los Angeles.
Bilen återlämnades till Universal Studios 2003.  Barris köpte senare en DeLorean och konverterade den till en kopia av Back to the Future DeLorean, som han använde för att marknadsföra sig själv och sitt företag.
Medan Barris aldrig officiellt uttalade att han hade något att göra med Back to the Future filmerna, tyckte han om att säga att han hade byggt Back to the Future bilen, men avslöjade aldrig att det var en replikabil.
2007 skickade tjänstemän från Universal Studios en order till Barris om att upphöra med sina uttalanden om inblandning i Back to the Future filmerna. De uppmanade Barris att ta bort bilder på den flygande DeLorean från hans företags hemsida.  Back to the Future författaren och producenten Bob Gale skrev att "George Barris hade absolut ingenting att göra med designen eller konstruktionen av DeLoreans tidsresefordon." DeLorean designades på papper av Ron Cobb och Andrew Probert, och den byggdes under överinseende av specialeffekt övervakaren Kevin Pike och konstruktionskoordinatorn Michael Scheffe.

## Familj
George Barris var gift med Shirley Nahas från 1958 till hennes död 2001. De fick två barn. Barris dog i sömnen den 5 november 2015, i sitt hem i Encino, Kalifornien av cancer, vid en ålder av 89.